# Carlia sukur
Carlia sukur — вид сцинкоподібних ящірок родини сцинкових (Scincidae). Ендемік Індонезії.

## Поширення і екологія
Carlia sukur є ендеміками невеликого острова Сукур, розташованого на північ від Флореса в архіпелазі Малих Зондських островів. Відомі за типовою серією з 12 екземплярів. зібраних у 1908 році.